# 杜挺豪
杜挺豪（英語：Derek To Ting-ho，1973年1月4日—），香港男演員、前亞洲電視合約男藝員，現居住於加拿大多倫多約克區萬錦市。
目前，他是亞洲電視男藝員之中未曾效力過無綫電視的藝員。

## 演藝生涯
1999年，杜挺豪在加拿大修讀大學碩士時，因參加第二屆香港男士競選決定退學赴港，獲得冠軍後加入亞洲電視成為藝員。杜挺豪曾是亞洲電視力捧小生，2011年（38歲）離開亞視後，返回加拿大加入新時代電視擔任節目主持，以及出任加拿大中文電台DJ。

## 個人生活
杜挺豪與妻子黃璦瑤同為亞洲電視的藝員，育有一子杜言朗，曾參與《全民造星VI》。

## 演出作品

### 電視劇（亞洲電視）
- 2000年：香港一家人 飾 阿文
- 2000年：影城大亨
- 2000年：妳想的愛 飾 Peter Tsang
- 2001年：俠骨仁心
- 2001年：騷東坡
- 2001年：縱橫天下 飾 阿平
- 2001年：非常好警 飾 Andy Hui
- 2002年：搶槓夫妻 飾 連環
- 2003年：女俠丁叮噹 飾 孫嵐
- 2003年：萬家燈火 飾 高昇
- 2004年：媽媽我真的愛你 飾 葉東昇
- 2004年：爸爸兩邊走 飾 梁家傑
- 2005年：爸爸向前走 飾 梁家傑
- 2005年：危險人物（單元：寶馬山雙屍案）飾 雲飛龍
- 2006年：香港奇案實錄（單元：WTO危城六日）飾 邵涌
- 2006－2007年：大城小故事 飾 田震東
- 2007年：靈舍不同（客串）
- 2008年：十六不搭喜趣來 飾 許雨方
- 2009年：東邊西邊 飾 鮑達英

### 節目主持（亞洲電視）
- 2004年：2004雅典奧運
- 2004－2005年：下午麼麼茶
- 2005年：津港直航
- 2006年：津港直航II
- 2006年：古兜泉情新睇驗
- 2007年：津港直航III
- 2008年：方草尋源II
- 2009-2010年：男人做
- 2010年：生活加油站
- 2010年: 韶關曲江旅遊雜誌
- 2011年: 尋找百姓家

## 歌曲
- 2001年《吉星高照》- 亞洲電視劇集《雍正紅人》主題曲，與田蕊妮合唱
- 2024年《超和平的分開》杜挺豪

## 資料來源
1. ↑  . 蘋果日報. 2015年1月3日  [5-3-2015]. （原始内容存档于2017年10月23日） （中文（香港））.
2. ↑  . 明報. 2007-04-12  [2015-06-18]. （原始内容存档于2016-03-04） （中文（繁體））.
3. ↑  . 星島日報. 2025-06-01  [2025-06-01] （中文（繁體））.

## 外部連結
- 挺豪國度